# Episodi di The Handmaid's Tale (quinta stagione)
La quinta stagione della serie televisiva The Handmaid's Tale, composta da dieci episodi, è stata trasmessa in prima visione assoluta negli Stati Uniti d'America da Hulu dal 14 settembre 2022.
In Italia, la stagione è stata pubblicata sulla piattaforma on demand TIMvision dal 15 settembre al 10 novembre 2022.
| n. | Titolo originale | Titolo italiano  | Pubblicazione USA | Pubblicazione Italia |
| -- | ---------------- | ---------------- | ----------------- | -------------------- |
| 1  | Morning          | Mattino          | 14 settembre 2022 | 15 settembre 2022    |
| 2  | Ballet           | Balletto         | 14 settembre 2022 | 15 settembre 2022    |
| 3  | Border           | Confine          | 21 settembre 2022 | 22 settembre 2022    |
| 4  | Dear Offred      | Cara Difred      | 28 settembre 2022 | 29 settembre 2022    |
| 5  | Fairytale        | Fiaba            | 5 ottobre 2022    | 6 ottobre 2022       |
| 6  | Together         | Insieme          | 12 ottobre 2022   | 13 ottobre 2022      |
| 7  | No Man's Land    | Terra di nessuno | 19 ottobre 2022   | 20 ottobre 2022      |
| 8  | Motherland       | Patria           | 26 ottobre 2022   | 27 ottobre 2022      |
| 9  | Allegiance       | Fedeltà          | 2 novembre 2022   | 3 novembre 2022      |
| 10 | Safe             | Salva            | 9 novembre 2022   | 10 novembre 2022     |

## Mattino
- Titolo originale: Morning
- Diretto da: Elisabeth Moss
- Scritto da: Bruce Miller

### Trama
June affronta le conseguenze della morte di Fred e vuole costituirsi alla polizia. Dopo la notte nel bosco, Nick torna a casa dove per la prima volta si vede sua moglie, che sa tutto del passato di Nick e June e di ciò che le ex ancelle e June hanno fatto a Fred la notte precedente. Intanto Serena, che è ancora detenuta nella cella di lusso in Canada, viene prelevata e messa al sicuro dalla polizia canadese. June intanto fa colazione con le altre ex ancelle, le quali gridano vendetta e dopo l'uccisione di Fred vogliono uccidere anche i comandanti che le tenevano prigioniere. June si oppone e se ne va. Nel frattempo Tuello raggiunge Serena e la informa che le è stata recapitata una busta con dentro il dito di Fred e l'anello. A quel punto Serena capisce che ad ucciderlo è stata June, che nel mentre è andata a casa di Emily per parlarle, ma una volta lì Sylvia le dice che è tornata a Gilead per sua scelta, forse per vendicarsi di qualcuno. June allora va alla polizia e confessa di aver ucciso Fred nel bosco e di averlo fatto da sola. Contro ogni previsione non viene arrestata, perché il territorio sul quale è avvenuto l'omicidio è la cosiddetta "terra di nessuno", dove non esiste alcuna giurisdizione. Viene quindi solo multata di 88 dollari per aver trasportato un campione biologico non autorizzato (il dito) all'interno del Canada.  Serena identifica il cadavere di Fred e uscendo dall'obitorio per la prima volta trovando molte persone ad aspettarla realizza che ci sono molte persone in Canada che la sostengono pregando per lei e che come lei credono nello stato di Gilead. Tuello va a trovare June e le dice di aver fatto bene ad uccidere Fred, facendo una cosa terribile che andava fatta. La lascia dicendole "non si lasci sottomettere dai bastardi" riferendosi evidentemente a quello che lei ha scritto in latino sul muro al quale è stato appeso il cadavere di Fred.

## Balletto
- Titolo originale: Ballet
- Diretto da: Elisabeth Moss
- Scritto da: Nina Fiore e John Herrera

### Trama
Serena torna a Gilead per il funerale di Fred, che dovrebbe avvenire in sordina. Fa pressione sul comandante Lawrence per renderlo un grande evento, per mostrare al mondo come Gilead onori i suoi leader; Fred riceve quindi un funerale di Stato con copertura internazionale. La funzione viene trasmessa in diretta ovunque, e anche June e Luke possono vedere i funerali di Stato, e assistono impotenti alla consegna di un mazzo di fiori da parte di Hannah a Serena, che la ringrazia accarezzandole una guancia e baciandola sulla fronte. Esther, dopo un breve incontro con Putnam che la disgusta, dice a janine di non voler essere assegnata come ancella, ma la ragazza le consiglia di assecondare il suo Comandante in modo da restare incinta velocemente e potre godere dei privilegi che vengono dati alle gestanti.
In seguito, Esther condivide con Janine alcuni cioccolatini che ha rubato al comandante Putnam, mentre parlano della sua possibile gravidanza, e le rivela di non esserle mai piaciuta a causa della sua remissività, che la rende completamente diversa da June (vero mentore della ragazzina). I cioccolatini si rivelano essere avvelenati, palesando un tentativo di omicidio/suicidio da parte di Esther. Janine prova a chiedere aiuto prima di cadere a terra, e le due ragazze vengono trovate agonizzanti da zia Lydia.

## Confine
- Titolo originale: Border
- Diretto da: Dana Gonzales
- Scritto da: Aly Monroe

### Trama
Una sconvolta zia Lydia prega per la guarigione di Janine, promettendo a Dio che sarà più compassionevole con le ancelle se si riprenderà. Janine, ancora in stato di incoscienza, riceve la visita della Signora Putnam e di sua figlia, a cui permette di salutare la vera madre, promettendole che in caso di sua morte non la dimenticheranno mai. 
Janine il giorno dopo esce dal coma e si riprende gradualmente. Lydia condanna Esther per il tentativo di omicidio-suicidio, ma Janine dice a Lydia la verità, ossia che le altre ancelle la odiano per i suoi metodi. June organizza una telefonata con Nick, che la informa che Hannah sta bene ed è amata dalla famiglia che l'ha presa come figlia. Dice a June di non potersi trasferire nel distretto in cui vive la bambina, ormai dodicenne, perché ora è sposato. Le rivela inoltre che l'abito color prugna indossato da Hannah al funerale di Fred Waterford significa che la ragazzina sta frequentando una scuola per "mogli". 
Sebbene voglia rimanere a Gilead, gli Alti Comandanti impongono a Serena di tornare a Toronto per dipingere un'immagine positiva del Paese per la comunità internazionale. 
La macchina su cui si trova Serena, mentre lascia Gilead, viene fermata a quello che sembra un posto di blocco. Mentre lei e l'autista cercano di capire che cosa stia succedendo, June compare vicino allo sportello di Serena intimandole di non provare mai più a toccare sua figlia. Sia Serena che l'autista si spaventano e vanno via velocemente, facendo inversione di marcia.

## Cara Difred
- Titolo originale: Dear Offred
- Diretto da: Dana Gonzales
- Scritto da: Jacey Heldrich

### Trama
Una sostenitrice dei Figli di Giacobbe vede June in un parco e le due hanno uno scontro verbale. Serena viene rilasciata dalla custodia del governo degli Stati Uniti in esilio; inizia i suoi sforzi per erigere un Centro culturale Gilead a Toronto. Luke organizza un incontro con Serena per rivelarle che sta tentando di far chiudere il centro per violazione delle ordinanze edilizie. June in seguito arriva al centro culturale nel mezzo di una discussione tra i sostenitori dei Figli di Giacobbe e coloro che li contestavano, inclusi Moira, Danielle e Tyler. Dopo che un lealista prende a pugni Moira in faccia, June spara con una pistola in aria, provocando il panico. Serena viene portata fuori di corsa dal retro dell'edificio dalla sua guardia del corpo, ma si imbatte in June e Luke, che decidono però di non spararle.

## Fiaba
- Titolo originale: Fairytale
- Diretto da: Eva Vives
- Scritto da: J. Holtham

### Trama
June e Luke intraprendono una pericolosa missione nella terra di nessuno per incontrare un Guardiano che ha informazioni sulla scuola delle Mogli che Hannah sta frequentando. Incontrano il Guardiano e trascorrono la notte bevendo e ascoltando musica in una pista da bowling abbandonata. Tornando in Canada, il Guardiano calpesta una mina, morendo nell'esplosione. Luke e June corrono verso il confine, ma vengono arrestati da uomini su camion neri. Nel frattempo, Serena conosce i suoi nuovi ospiti, i Wheeler, che sembrano un po' troppo interessati alla sua gravidanza. Putnam e Lawrence discutono del futuro di Gilead, che Lawrence vuole liberalizzare con un piano che chiama "Nuova Betlemme", mentre Putnam insiste che nessun piano del genere accadrà mai a Gilead.

## Insieme
- Titolo originale: Together
- Diretto da: Eva Vives
- Scritto da: Katherine Collins

### Trama
Serena e la signora Wheeler iniziano una discussione verbale; la prima non vorrebbe risposarsi, mentre la seconda preme affinché Serena accetti le avances del suo ginecologo. Dopo la discussione, Serena viene di fatto confinata nella sua stanza. June e Luke vengono catturati da mercenari al soldo del comandante Wheeler nella terra di nessuno. Wheeler informa Serena che June è stata catturata e verrà giustiziata in maniera sommaria da Ezra; Serena implora di poter assistere alla sua esecuzione, e le viene concesso. Luke viene scaricato dalle truppe del comandante Wheeler vicino al confine, mentre June viene portata ad incontrare Ezra e Serena. Serena chiede a Ezra la pistola per giustiziare June, ma decide di sparare all'uomo; successivamente, ordina a June di guidare l'auto, ma durante la fuga entra in travaglio e viene assistita da June.
Intanto, a Gilead, Esther scopre di essere incinta e rivela a Zia Lydia di essere stata violentata dal comandante Putnam prima dell'assegnazione ufficiale come ancella. Lydia riferisce l'incidente al comandante Lawrence; in seguito a questo, Putnam viene arrestato su ordine di Lawrence e Nick e sommariamente giustiziato da quest'ultimo. Anche la moglie di Nick, Rose, rivela di essere incinta.

## Salva
- Titolo originale: Safe
- Diretto da: Elisabeth Moss
- Scritto da: Bruce Miller

### Trama
Tutt'altro che tranquilla dopo la sparatoria alla commemorazione, tanto da aver ordinato un giubbotto antiproiettile, June è investita da un pickup con il simbolo di Gilead sul paraurti; le conseguenze per lei sarebbero state fatali, se non fosse intervenuto Luke a colpire l'aggressore e chiamare i soccorsi. Venuto a conoscenza di quanto accaduto, Nick si mette in contatto con Tuello per esigere che June sia messa sotto protezione, ottenendo di poterle fare visita in ospedale. Lawrence sposa la signora Putnam e Zia Lydia ottiene il ricollocamento di Janine presso la nuova famiglia, dove potrà stare accanto a sua figlia.
June è dimessa dall'ospedale con un braccio fasciato, ma giunge la notizia che l'uomo aggredito da Luke è morto e la polizia ha spiccato un mandato d'arresto nei suoi confronti. Il Canada non è più un Paese sicuro per gli americani, tanto che in molti si stanno spostando in massa verso Ovest. Nick si presenta al matrimonio di Lawrence, tirandogli uno schiaffo che simboleggia la rottura della loro alleanza, poiché il Comandante non ha mosso un dito per impedire l'aggressione a June. Inevitabilmente Nick è portato in carcere, dove Rose gli comunica la fine del loro matrimonio perché si è accorta del suo amore per June. Janine scopre che sua figlia trascorrerà l'estate dai nonni; quindi, la signora Putnam intende usare questi mesi per valutare il suo comportamento e decidere se potrà poi stare con la bambina. Janine sembra reagire bene, tanto da tranquillizzare Zia Lydia, tuttavia dopo che una Marta la avvisa di cosa è capitato a June, l'ancella perde il controllo e risponde in malo modo alla signora Putnam, venendo successivamente arrestata nonostante le vivaci proteste di Zia Lydia.
Alla stazione dei treni i passeggeri sono sottoposti a controlli di polizia. Benché Tuello avesse fornito loro documenti falsi, Luke sente di non poter rischiare di essere riconosciuto e compromettere la fuga di June e Nichole, motivo per cui implora la moglie di salire sul treno con Nichole e le promette che si ritroveranno, dopodiché si fa arrestare. A bordo, June sente piangere un bambino e si dirige verso il fondo della carrozza, trovandoci Serena con Noah. June risponde al saluto di Serena, condividendo con lei la fuga verso Ovest.